# 1379 км (зупинний пункт)
1379 кіломе́тр — пасажирський залізничний зупинний пункт Кримської дирекції Придніпровської залізниці на лінії Джанкой — Севастополь між станціями Джанкой (7 км) та Відрадна (5 км). Розташований поблизу села Тимофіївка Джанкойського району Автономної Республіки Крим.

## Пасажирське сполучення
На платформі 1379 км зупиняються приміські поїзди сполученням Сімферополь — Джанкой / Солоне Озеро.